# トゥドハリヤ4世
トゥドハリヤ4世（Tudhaliya IV、在位：紀元前1240年頃 - 紀元前1215年頃）は、ヒッタイトの大王。熱心な神殿建築で知られ、数多くの建造物遺跡を残した。

## 来歴

### 王位

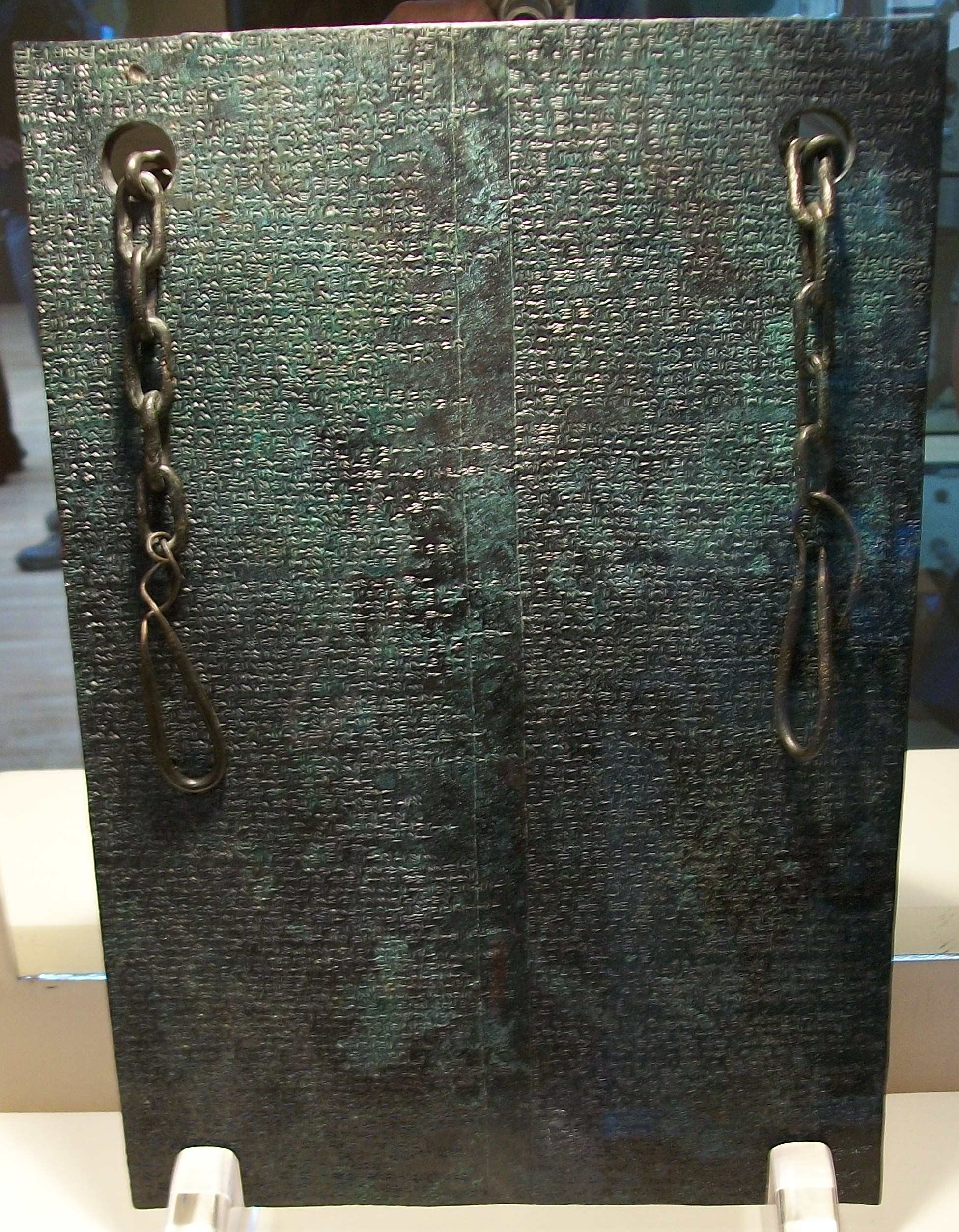
トゥドハリヤ4世とクルンタの間の条約を記した青銅板

大王ハットゥシリ3世の息子として生まれ、兄がいたにもかかわらず父の跡を継いでヒッタイトの大王となった。しかし父王の時代にアナトリア南部のタルフンタッシャで副王に封じられていた、トゥドハリヤの従兄弟にあたるクルンタが勢力を拡大して大王位の正当な後継者であることを主張しており、トゥドハリヤ4世はその対応に苦慮した。トゥドハリヤ自身、父がクルンタの兄に当たるムルシリ3世から王位を奪ったことに批判的で、父の側について王に背いたマストゥリという人物を批判していたからである。トゥドハリヤとクルンタの双方は互いに神々の前で友好を誓約することとし、その誓約を文書として残した。この時の条約文を記した青銅板がハットゥシャ遺跡のスフィンクス門の近くで発見されている。
一方クルンタが「大王」を名乗る印影もハットゥシャで発見されており、短期間にせよ何らかの形でクルンタがハットゥシャにヒッタイトの大王として君臨したことは否定しがたい。それがトゥドハリヤの治世中に起きたのか、それともトゥドハリヤの死後に起きたのか、この青銅板誓約の前か後か、また戦闘を伴ったか否かなど、依然両者の関係には解明すべき問題が多い。

### 事績
対外的には地中海交易のハブの役割を果たしていたアラシア（キプロス島）の一部を征服したものの、西部国境ではアヒヤワ（Ahhiyawa）の侵入によって支配権を失い、東方ではアッシリアのトゥクルティ・ニヌルタ1世がヒッタイトの同盟国ミタンニに攻め込んだのを迎撃するためにミタンニ王シャトゥアラを助けてニフリヤでアッシリアと戦ったが敗退、アッシリア側の記録ではヒッタイト人2万8千人が捕虜となり（かなり大げさな誇張と思われる）、ミタンニはアッシリアに併合された。またユーフラテス川流域でもアッシリアの攻勢を受けてイシュワの地を奪われ、ヒッタイトの国境は大幅に後退した。

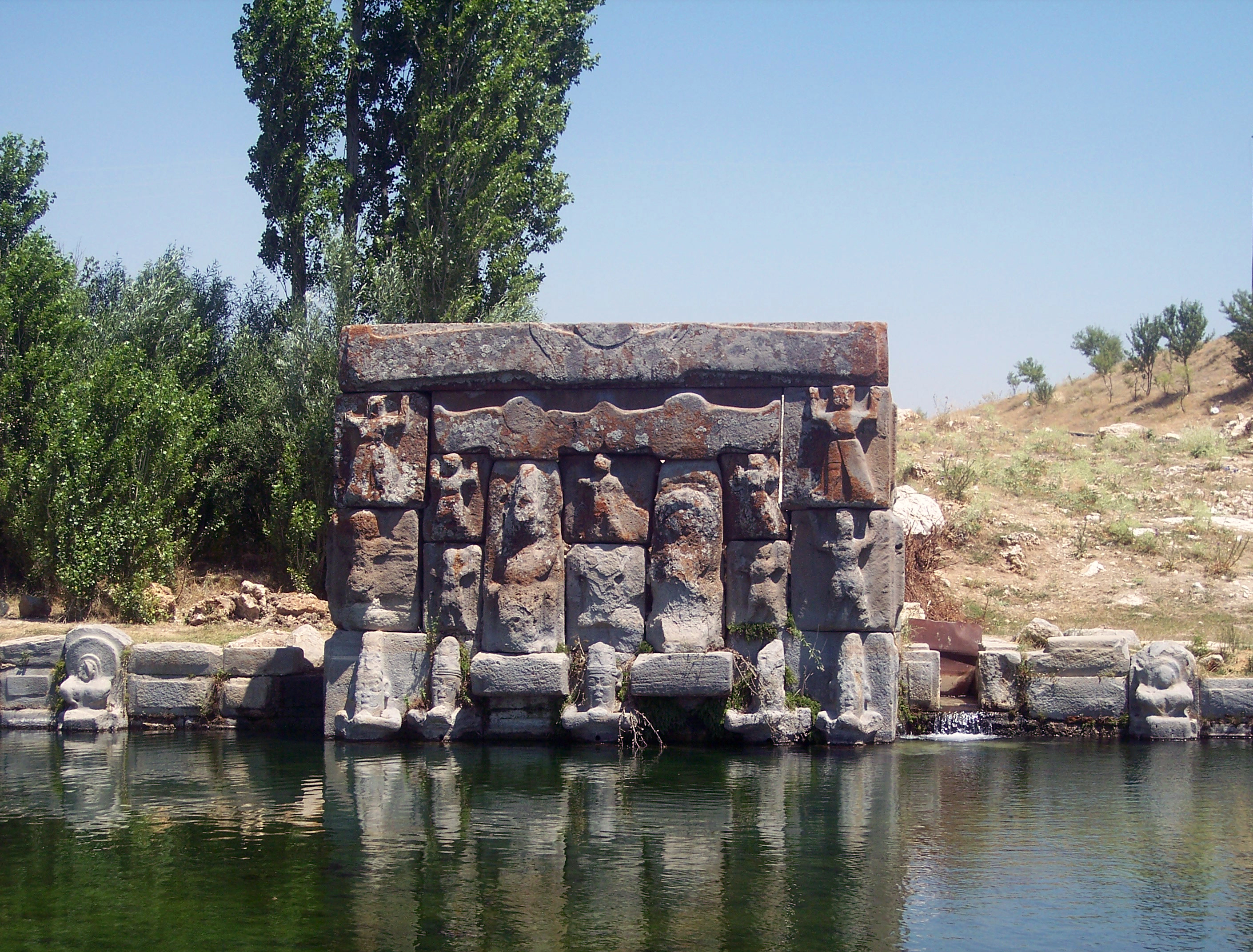
トゥドハリヤ4世が築いたといわれるエフラトゥン・プナルの水辺祭祀遺跡

こうした不名誉な敗北が続く中で、王の威信を保つべく宗教政策に力が入れられた。トゥドハリヤ4世の時代はヒッタイト王の神聖化が頂点に達したと言われ、また各種の大規模神殿が建設された。ただしハットゥシャ遺跡の中で「上の町」と呼ばれる広大な神殿群は殆ど全てトゥドハリヤ4世の時代に建設されたものであると従来言われてきたが、近年の研究でより古くさかのぼる可能性が大きくなっており、なお検討を要する。各地に神殿と王像を作ったことから、建築熱心だったには違いない。彼は旱魃に備えて13のダムを作ったとあり、カラクユやアラジャホユックの近くで実際に彼の碑文を伴うダム遺跡が発見されている。またエフラトゥン・プナルやヤルブルトの水辺祭祀遺跡も、トゥドハリヤ4世の時代に作られたと推定されている。
こうした熱心な王の神聖化も空しくヒッタイトは弱体化していった。彼の死後、息子のアルヌワンダ3世が王位を継いだという。